# Vereniging van Show Organisatoren
De Vereniging van Show Organisatoren (VSO), ook wel uitgeschreven als Vereniging Surinaamse Organisatoren, is een brancheorganisatie in Suriname die de belangen behartigt van showorganisatoren.
De VSO werd in 2011 officieel als rechtspersoon opgericht, terwijl de vereniging op dat moment al vier jaar actief was. De oprichtingsresolutie werd op 4 juli 2011 ondertekend door de Surinaamse president Desi Bouterse. Bij de oprichting waren er zestig showorganisaties bij aangesloten, waaronder vooraanstaande spelers als Suripop, Mira Promotion, Friends Promotion en Hardcore Entertainment. De voorzitter tijdens de oprichting was Sammy Doerga.
Het doel was vanaf het begin de krachten te bundelen tegen de Stichting voor Auteursrechten in Suriname (Sasur). Doenga won een maand eerder nog een zaak die Sasur tegen zijn bedrijf Ballroom Energy had aangespannen. Volgens de VSO zou Sasur oneigenlijk gelden hebben willen innen voor muziekauteurs en zou dat willekeurig en niet transparant gebeurd zijn. In deze strijd tegen Sasur werd opgetrokken met de VRTS (radio en televisieondernemers) en de SAV (artiesten). In maart 2015 besloot De Nationale Assemblée uiteindelijk om de activiteiten van Sasur niet langer meer toe te staan.